# Simfonia núm. 2 (Txaikovski)
La Simfonia núm. 2 en do menor, op. 17, de Piotr Ilitx Txaikovski, coneguda com a Petita Rússia, va ser composta l'any 1872. Una de les obres més alegres de Txaikovski, va obtenir gran èxit des de l'estrena i es va guanyar el favor del Grup dels Cinc, encapçalat per Mili Balàkirev. No obstant això, Txaikovski va revisar-la amb profunditat vuit anys després, gairebé reescrivint totalment el primer moviment i fent molts canvis en els altres tres.
El subtítol Petita Rússia li va ser atribuït per Nikolai Kaixkin, un crític musical moscovita, ben conegut per Txaikovski. Aquest era el nom que també es donava a Ucraïna, i Kashkin el va trobar escaient atès que Txaikovski n'utilitza temes folklòrics.

## Composició
Txaikovski va compondre la simfonia entre juny i novembre de 1872, gran part durant les vacances d'estiu a casa de la seua germana, Aleksandra Davídova, a Kamianka, Ucraïna. En tornar precipitadament a Moscou a l'agost, va continuar treballant enèrgicament en l'obra, fins i tot amb les seues obligacions docents al Conservatori de Moscou i amb treball extra com a crític musical. Excusant-se per no contestar immediatament les cartes del seu germà Modest, Txaikovski va explicar, "[La simfonia] m'ha absorbit de tal manera que ara per ara sóc incapaç d'emprendre res més. Aquesta obra de geni (com Kondràtiev qualifica la meua simfonia) està prop de la seua conclusió ... Crec que és la meua millor obra pel que fa a la perfecció formal—una qualitat respecte de la qual no he destacat." Dues setmanes després, Txaikovski s'afanyava a finalitzar la simfonia, que va concloure una setmana més tard.
John Warrack, biògraf de Txaikovski, no troba sorprenent l'ús de motius folklòrics per part del compositor. Altre biògraf, Alexander Poznanski, escriu que la vil·la de Davidov era aleshores el refugi de vacances preferit del compositor. Warrack afegeix que "l'estima que Txaikovski sentia per Kamenka i per la segona casa que la seua germana li havia encoratjat a construir-se... trobà l'expressió en l'ús de les cançons locals per a la simfonia."
Txaikovski va escriure en una ocasió, fent broma, que el vertader mereixement de l'èxit del finale de la Petita Rússia no li corresponia a ell, sinó "al vertader compositor de l'obra— Piotr Gerassimòvitx." Gerassimòvitx, el vell majordom de la vil·la Davidov, va cantar la cançó folklòrica "La grua" a Txaikovski quan aquest estava treballant en la seua simfonia."
Una de les anècdotes favorites de Txaikovski va ser que va estar a punt de perdre els primers esbossos de la Petita Rússia. Per a persuadir un recalcitrant cap de postes d'enganxar els cavalls al cotxe en què viatjaven ell i el seu germà Modest, Txaikovski va presentar-se a si mateix com el "Príncep Volkonski, cavaller de cambra de l'Emperador." Quan a la nit van arribar a la seua destinació, Txaikovski es va adonar que s'havia deixat l'equipatge—incloent-hi els seus treballs en la simfonia. Va pensar que el cap de postes hauria obert l'equipatge, descobrint així la seua vertadera identitat. Va enviar un missatger a recollir l'equipatge, i quan va tornar digué que el cap de postes no volia donar l'equipatge d'una personalitat tan eminent a ningú, i que només el lliuraria al "Príncep Volkonski" en persona.
Donant la cara, Txaikovski va tornar-hi. Per a la seua tranquil·litat, el seu equipatge no havia estat obert. Després de conversar afablement durant una estona amb el cap de postes, el compositor va preguntar-li el seu nom. "Txaikovski," va contestar el cap de postes. Txaikovski es va estranyar, pensant que potser aquella resposta era una subtil i àcida venjança per part del cap de postes. Després es va assabentar que realment "Txaikovski" era el nom d'aquell home. Txaikovski gaudia contant aquesta història.

## Estrena
Txaikovski va interpretar el finale de la simfonia en una reunió a la casa de Nikolai Rimski-Kórsakov a Sant Petersburg el 7 de gener de 1873. Va escriure a Modest, dient-li, "Els presents gairebé em van desfer en èxtasi—i Madame Rimskaia-Korsakova em va suplicar amb llàgrimes als ulls que li deixés arranjar-la per a piano a quatre mans".

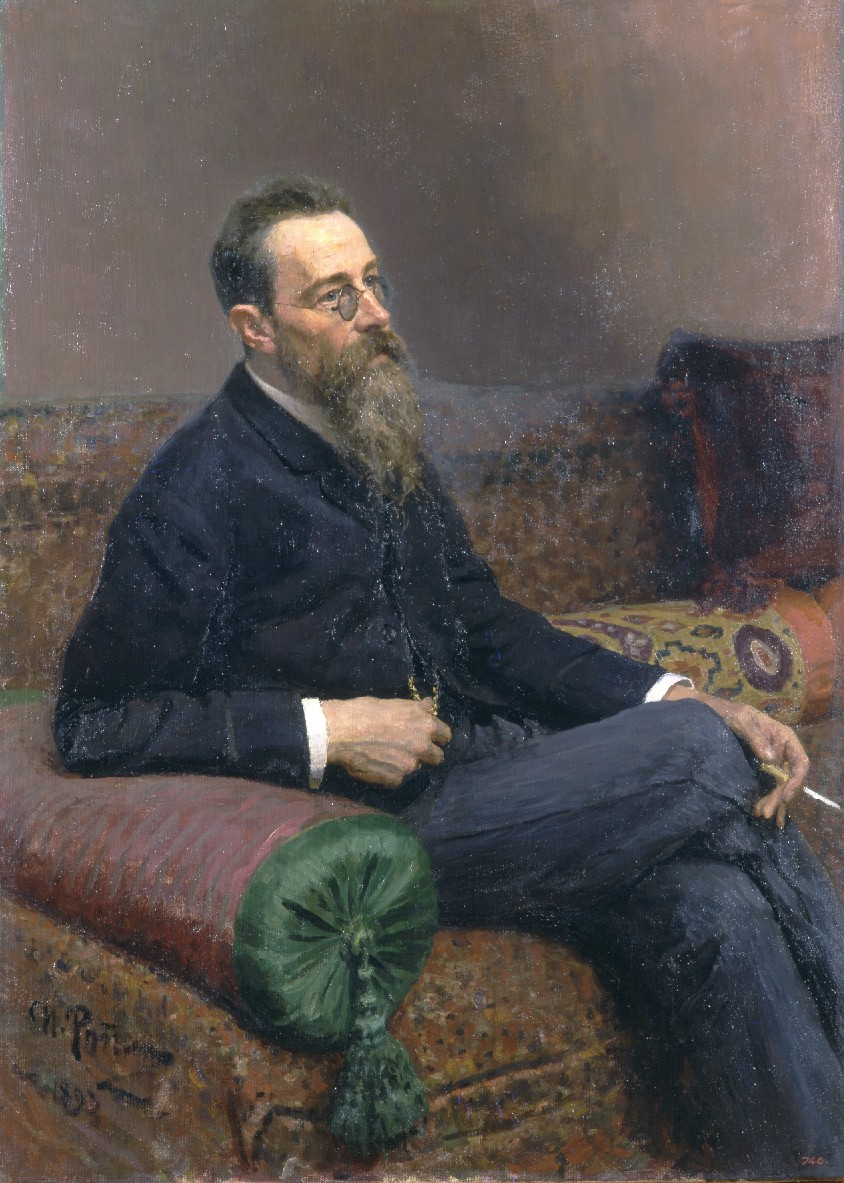
Nikolai Rimski-Kórsakov, a casa del qual Txaikovski va interpretar el finale de la Simfonia Petita Rússia. Retrat per Ilia Repin.

El biògraf de Txaikovski, David Brown presumeix que ni Balakirev ni altre membre del Grup dels Cinc, Modest Mússorgski no estaven presents en la reunió. No obstant això, a més del matrimoni Rimski-Kórsakov, s'hi trobava present altre dels "Cinc": Aleksandr Borodín, i Brown suggereix que aquest va aprovar l'obra de Txaikovski. Altra persona present, que esdevindria ràpidament molt influent en la vida del compositor, era el crític musical Vladímir Stàssov. Impressionat pel que havia sentit, Stàssov va preguntar a Txaikovski quin era el seu projecte immediat. Stàssov l'influiria en la composició del poema simfònic La tempesta, i posteriorment, amb Balakirev, la Simfonia Manfred.
L'estrena de la simfonia completa en la seua versió original de 1872 va tenir lloc a Moscou, el 7 de febrer de 1873, sota la direcció de Nikolai Rubinstein. L'endemà, Txaikovski va escriure a Stàssov, "va ser un gran èxit, tan gran que Rubinstein vol interpretar-la novament ... a demanda del públic." Una segona interpretació, el 9 d'abril va ser fins i tot més exitosa. La tercera interpretació a Moscou, també a demanda del públic, va tenir lloc el 27 de maig.
La reacció de la crítica va ser completament entusiàstica. Stàsssov va escriure que el finale era "pel que feia al color, factura i humor ... una de les més importants creacions de tota l'escola russa"." Hermann Laroche, que havia viatjat des de Sant Petersburg per a assistir al concert, va escriure al Registre de Moscou l'1 de febrer, "Durant molt de temps mo m'havia topat amb una obra amb un desenvolupament temàtic tan punyent en idees i amb contrastos tan ben motivats i artísticament plasmats."
Alhora, el director Eduard Nápravník va ocupar-se de l'estrena a Sant Petersburg, el 7 de març. Malgrat una crítica negativa del compositor i crític Cesar Cui, el públic de Sant Petersburg va acollir l'obra de manera banstant positiva com per a afavorir una segona interpretació en la següent temporada.

## Revisió
En la mateixa carta en què descrivia l'estrena de 1873, Txaikovski va escriure a Stasov, "Si he de ser sincer, no estic completament satisfet amb els tres primers moviments, però 'La grua' ['Zhuravel'] [el moviment final que utilitza aquesta cançó folklòrica russa] no ha sortit tan malament." Tot i això, Txaikovski va persuadir l'editor Bessel que publicara la partitura. Bessel va editar una reducció per a piano a quatre mans (preparada per Txaikovski després que Rimskaia-Korsakova va haver de retirar-se per malaltia). Posteriorment, Bessel va editar la partitura completa per a orquestra.
L'any 1879, Txaikovski va sol·licitar que li fos tornat el manuscrit de la partitura. En arribar-li, va començar a revisar l'obra. El 2 de gener de 1880 va escriure a Bessel que "1. He compost el primer moviment de nou, deixant només la introducció i la coda en la forma original. 2. He reorquestrat el segon moviment. 3. He alterat el tercer moviment, acurtant-lo i reorquestrant-lo. 4. He acurtat el finale i l'he reorquestrat." Suposadament, va fer aquest treball en el sorprenent termini de tres dies.
El 16 de gener, Txaikovski va resumir el seu treball en una carta al seu amic i deixeble Serguei Tanéiev, "Aquest moviment [el primer] ha esdevingut més comprimit, curt i sense dificultats. Si l'epítet 'impossible' poguera aplicar-se a quelcom, seria a aquest primer moviment en la seua versió original. Déu meu! Que difícil, sorollós, desarticulat i confús era!"
L'estrena de la versió revisada va tenir lloc a Sant Petersburg el 12 de febrer de 1881, sota la direcció de Karl Zike.

### Ús de cançons folklòriques
Warrack suggereix que les cançons folklòriques que el compositor va usar van poder també provocar els problemes dels que després ell mateix es va queixar: reptes compositius dels quals no va ser conscient inicialment.
Warrack escriu, "El problema afegit que [les cançons folklòriques] suposen per al seu estil radica en la inclinació de la mateixa cançó folklòrica, usant intervals i frases amb una insistència gairebé ritual, creant més aviat un efecte estàtic i no adaptat al moviment i a la resolució."
En l'original de 1872, especialment en els dos moviments extrems, Txaikovski emprava cançons folklòriques com a material temàtic, amb un treball compositiu adaptat a llur especial naturalesa. Aquest mètode no era habitual en l'època. Això va ser el que va agradar de la simfonia als "Cinc", en haver adoptat els valors musicals que el grup defensava.
Tot i que treballar d'aquesta manera pot afegir el que Brown denomina "escala, riquesa de contingut i de detall" a una obra, també resta impuls, portant a l'estatisme que Warrack esmentava adés. Warrack afegeix, "La melodia tendeix, de fet, a esdevenir quelcom pròxim a un conjunt de variacions sobre ella mateixa, aconseguides més amb la modulació que amb el desenvolupament i el contrast; i això la fa clarament recalcitrant front a un desenvolupament simfònic."
Altra de les raons per a la revisió, va ser que les idees musicals de Txaikovski havien canviat durant la dècada del 1870. Es va sentir atret per les qualitats de lleugeresa i gràcia que va trobar en la música clàssica del segle xviii, el que queda palès en les seues Variacions sobre un tema rococó. L'atracció envers la música francesa es va nodrir amb el descobriment de Sylvia de Leo Delibes i Carmen de Georges Bizet. Enfrontats a aquest valors, l'escala massiva, l'estructura intricada i la complexitat textural del primer moviment de la Petita Rússia van poder esdevenir desagradables per a ell. La seua revisió de la simfonia, especialment recomponent el primer moviment, tenia el propòsit de fer més diàfanes l'estructura i la textura.

## Forma
1. Andante sostenuto - Allegro vivo (do menor).
Un solo de trompa tocant una variant ucraïnesa de "Davall de la mare Volga" situa l'atmosfera d'aquest moviment. Txaikovski reintrodueix aquesta cançó en la secció del desenvolupament, i la trompa torna a sonar al final del mateix. El vigorós segon tema utilitza una melodia que Rimski-Kórsakov ja havia emprat en La Gran Pasqua Russa. El final de l'exposició, en la tonalitat complementària major de Mi bemoll, condueix directament al desenvolupament, en el qual se senten ambdós temes. Una llarga nota pedal condueix de nou al segon tema. De manera poc habitual, Txaikovski no repeteix el primer tema completament en aquesta secció, com seria convencional, en lloc d'això l'utilitza només en la coda.
2. Andantino marziale, quasi moderato (mi bemoll major).
Aquest moviment era originalment una marxa nupcial que Txaikovski va escriure per a la seua òpera Undina. S'hi cita el tema folklòric "Fila, Oh! filadora meua" en la secció central.
3. Scherzo. Allegro molto vivace (do menor).
Aquest moviment ràpid no cita material folklòric concret, però té el so i el caràcter de la música folklòrica rusa. Pren la forma d'un scherzo da capo i trio amb coda.
4. Finale. Moderato assai - Allegro vivo (do major).
Després d'una breu però expansiva fanfàrria, Txaikovski cita el tema de "La grua", sotmetent-lo a intricades i acolorides variacions. Un tema més líric presentat per la corda proporciona el contrast abans que la simfonia finalitze en un emocionant do major.

## Versions
La versió revisada de 1880 és l'única que s'interpreta i s'enregistra avui dia, però la seua efectivitat ha estat qüestionada. Amb una durada de només 35 minuts (més curta que la major part de les simfonies de l'època), és també aproximadament cinc minuts més curta que la Primera Simfonia. Txaikovski va afermar-se en la seua revisió, informant al director Eduard Nápravník que la versió de 1880 era l'única que havia de ser interpretada. No obstant això, vuit anys després de la mort de Txaikovski, va comparar les versions, declarant que l'original de 1872 era la millor de les dos. L'opinió de Kashkin va ser la mateixa.
Tanéiev tenia una opinió molt formada quan va escriure al germà del compositor, Modest, "Crec que en un futur concert hauríeu de permetre al públic escoltar la real Segona Simfonia, en la seua forma original ... Quan ens veiem us interpretaré ambdues versions i probablement estareu d'acord amb mi sobre la superioritat de la primera."
L'opinió de Tanéiev té un gran pes a nivell professional. Com indica Brown, en els 19 anys transcorreguts entre l'estrena de l'original "Petita Rússia" i la seua valoració d'ambdues versions, Tanéiev "havia esdevingut un dels més acurats artistes entre tots els compositors russos, així com un dels millors professors de composició que Rússia mai ha conegut."
Més recentment, Brown ha analitzat ambdues versions en detall, advocant per l'original de 1872.
Brown escriu, "Per a ser just amb la segona versió, s'ha de dir que és certament atractiva, i estructuralment tan clara com Txaikovski va poder desitjar. Hi ha una innegable pesantor en l'original, però la seua imponent escala, i la seua riquesa de contingut i fan d'ella una obra més impactant, que mereix ser reinstaurada en el seu lloc, que encara li és usurpat de manera permanent per la seua més lleugera i menys imaginativa successora.